# 班军
班军是中国明、清两代所独有的一种以卫所制度为基础的军事组织制度。以卫所军户为主体的旗军离开自己所隶属的卫所或行政区包括卫所和行政区，周期性地到指定的、相对固定的地点或地区，从事以军事戍守为主的任务，是为班军。班军在各地的任务被包括番戍、屯田、工造、备御等，军力主要分布在北京、长江一带防线及广西等地。而明代后期由于卫所的正军缺额严重，大量军餘被加入正军队伍，甚至自成一队，也成为正式的班军队伍。
班军由于实际需求，延伸出多种类型并在都司卫所系统的管辖下被编班成军。主要有番戍北京的京操班军，为备御北方的入卫班军，九边相互番戍的秋防、冬防班军以及备御内地苗人的班军。直到清代初期，班军制度才由于卫所的彻底衰亡而慢慢消失。

## 历史沿革
大部分人公认班军制度起始于永乐十三年，明成祖令河南、山东、山西、陕西都司、中都留守司等地挑选一应旗军，前往北京操练并接受他的检阅，然而这次阅兵“未著为例”。
在此之后不久，在边境进行番戍的内地卫所旗军，被称之为“边班”，成为入卫班军；在洪武时期，若是有敌人入寇，自其他卫所前来戍守的旗军则被称为客兵。由于所在地区及执行任务的不同，班军又分多种类型，明代时以京操班军为主体。
尽管明代班军调动规模庞大，大多数情况下班军的制度很难被更改，郜光先于嘉靖末年时任都察院右佥都御史，受命管理延绥等处军务，在他所上的奏疏中认为很多人都对朱元璋的祖制看的十分重要，因此导致了班军制度“事干旧制，遽难轻易变更”的情况。

## 班军类型
明代班军主要以其执行任务、执行地点的不同区分为多种类型，包括广西班军、南京、北京京操班军、蓟镇入卫班军、都司内部番戍、跨都司番戍班军。

### 京操班军
永乐十三年，明成祖下诏召集各地卫所的旗军汇聚北京，是为京操班军。这些班军是各地卫所的精锐，抽调出来后轮流番上京师。京操班军会领取行、月两种粮饷，他们抵达后即被整编调入三大营。同时期后经过仁宣时期的发展、调整，最终形成了完整的一套制度。又历经危及京师的土木堡之变与庚戌之变，京操制度也随着明代全国的情势及北京的京营制度改革进行了多次改制。京操班军主要来源于大宁都司、山西都司、山西行都司、山东都司、河南都司、陕西都司、陕西行都司、辽东都司、南直隶及中都留守司，部署的范围仅限于北京城及周边地区（不包括整个北直隶地区）。
万历时人张养蒙指出京操班军最主要的目的有三：一是充实京畿军力，维持“常尊之势”；二是以此为靠，防止内地作乱；三是可以随时准备调遣并潜在的督促京营军队。因此为了遴选班军人员，也有相应的标准。自宣德二年起，张辅提议班军在编班时遴选原额官军中精壮者为先，要求“兵精马肥，衣甲鲜整，器械锋利”，此奏议被同意并被沿袭。
除番戍北京的京操班军外，另有番戍南京的京操班军。在南京的京操班军主要由南直隶附近都司所调遣，主要军力驻扎在江边，与北京的京操班军执行的任务有很大的区别。

#### 制度沿革
永乐二十二年，英国公张辅和兵部尚书李庆共同上疏奏请让北直隶和临近都司的外卫官军在农闲时期番上京师，定下了京畿附近卫所正军的上班期限。
嘉靖六年，时任刑部尚书的李承上疏提出在轮操时只做工役不如将本来给班军的钱粮用于招募工人，将本该赴京的班军用于充实内地空虚的卫所。

#### 京营变革
土木堡之变是明代标志性的事件之一，这次事件使得北京京营的兵力严重不足，留守在京城的京营军队只有不到十万。京营军队的战斗力低下及相关问题直接导致了京营制度的改革，随之出现了团营制度。京操班军因京营的改革除短时间内的上班时间被修改外，直到正德时期，相较于土木堡之前有了极大的变化。
自庚戌之变往后，对于京操班军的制度又有部分改革。为防止三大营将领作乱，隆庆三年时大学士赵贞吉上疏请求增设三大营的管理阶层人员，他在疏内指出当时京营的权力难以收归中央，却又无法找到好的人才，所以需要改制，使大将不再成为常设官员，管理军队相关政务的也不应该持有兵印，如此一来可以防微杜渐。

### 边操班军
明代大部分班军被调往京师轮操，剩余部分中大部分被用于入为在边卫所、重镇险隘。边操与京操制度同为班军最初出现时所有的制度，张养蒙指出边操班军一是帮助边卫防御，二又可以起到锻炼内地卫所军队的目的。边操班军来源于京操班军大致相似，分别来自大宁都司、山西都司、山西行都司、山东都司、河南都司、陕西都司、陕西行都司、辽东都司、南直隶及四川都司，而部署的范围包括了北京京畿地区、山西都司、山西行都司、大宁都司、陕西都司及陕西行都司。
宣德十年，由于在陕西备御的是来自河南和山西的军队，朝廷决定将陕西军队遣回原驻扎卫所，河南、山西军队替代他们番戍北京。这样一来可以提高班军的效果，减少了相关的开支并不违背祖训。

### 两广地区的班军
自明初以降，有多次战争于广西地界内爆发，因此广西自周边卫所调军队前来支援。由于战争频繁不断，这使得外来的援军长期驻留在广西，最后形成一套完整的制度并被纳入全国的班军系统。在永乐初期，为了征讨当地的蛮夷部落，太宗抽调湖广、贵州都司、行都司的旗军于广西备御。后贵州所部因麓川之战被调走，留下来自湖广的军队分班留戍，直到永乐二十一年再次从湖广抽调五千人，加入轮班，使得当时广西的外来军队正式成为班军。
后来，由于广东、广西事务交杂，在苍梧建立了两广总督府，两广的兵权也因此归于一员大臣，班军亦然。

## 班军作用的变化
洪武二十一年，朱元璋规定，卫所军官对其将属有八种职责，其中包括了修筑城隍、城池、军士操练、保障沿海地区等任务，他还特别规定没有一军一卒可以被用于私人的工程或放闲。景泰五年三月，给事中林聪等人上疏，在内描述了当时在京班军被用于各类工役，将官总是占用卖放多达数百人，军士因上述原因无法按时进行操练，战斗力严重下降。尽管代宗随即下敕令下级军官将私自奴役的军士归还，这类情况没有得到改善。
至明孝宗时期，赴京的三大营班军多数开始公开负责杂役项目，主要用于做工、拽木，而团营新军则照常训练备御，导致班军后来被默认为工兵。弘治十七年，当时大学士李东阳自天津回来的时候上疏提及当地卫所军队，指出由于京城的工程繁重，那些班军没有足够的粮饷、力气，因此遇到他们的班期，很多人宁死都不赴操。
直至嘉隆时期，尽管多位皇帝都下达旨令惩罚擅自将班军分为工役的人，由于多次战争、宫殿失修，班军不得不被派遣去服工役，不再操练武艺、携带兵刃。万历六年，王许元上疏提出每年惯例上班的这些班军，都被用来充于工役。这个情况一直持续到崇祯末年依旧没有改变，朝廷为此类情况曾特别设立新“班匠银”以补。

## 班军管理
由于班军是流动军队，明代朝廷针对班军建立了其独立的管理系统。各地卫所的正军先要被点验证明为本人，并编纂相关档案汇总。每个卫所的班军档案会被送到所属都司或兵备道，由领班官员携带送于兵部核实，兵部后会指派班军前往相应地区执行任务。
班军完成其任务后需要进行考核，按律规定每个月需要报告。在考评中含有出勤率、完成率、官员的领导能力、操行等项，最后以此为基础决定官员的升官与否。而在这些过程中又有多种官员对其进行监察，包括巡抚御史及监军太监等。

### 班次安排
班军作为周期性军事组织，根据不同时期、不同目的，会有不同的班次。自成化四年起，备御在边境的所有边操班军，每年十月初开始上班至第二年十月，下班后与同下一班次的班军继续备御，直到第三年春天再开拔回到自己的驻地。

### 班军粮饷
明代军队拥有月粮及行粮两种主要军饷开支，月粮为固定份额，行粮则根据不同任务有浮动。洪武年间规定正军会有一石月粮，屯守军队则减半。由于地域广度及地方情况，各个卫所所得到的月粮配给多有上下，这也影响到处于其辖治下充当班军的正军。洪熙元年时来自宣大的守备军队由于月粮各自不一，被统一定为四斗。宣德三年，在户部尚书夏原吉的建议下，所有番上京师的外卫官军的行粮改洪熙元年例，统一增定为四斗五升，但是月粮则依旧略有不同。

### 相关军规
所有没有按规定上班的班军，在被发现后会被擒获并押送给当地巡抚官员先进行问罪，再行处罚。如果是京操班军，则会被押送给法司。
| 失班次数 | 边操班军                 | 边操官员                 | 京操班军     | 京操官员     |
| -------- | ------------------------ | ------------------------ | ------------ | ------------ |
| 1        | 在原地多番戍五个月       | 在边境堡垒内多番戍八个月 | 多番戍三个月 | 多番戍六个月 |
| 2        | 在边境堡垒内多番戍八个月 | 在最前线堡垒多番戍一年   | 多番戍六个月 | 多番戍一年   |
| 3        | 在最前线堡垒多番戍一年   | -                        | 多番戍一年   | -            |

另有多条针对及包括但不针对班军的军规。
| 原因                                             | 处罚                                                                 |
| ------------------------------------------------ | -------------------------------------------------------------------- |
| 劫财杀人、侵占交通工具、破坏庄稼                 | 正军：发边卫充军 管操官员：不得离开军营                              |
| 不守纪律、不操练军士导致城池防御不完善、衣冠不整 | 初犯官员杖八十 二犯官员杖一百并降官一级 最低级的小旗会被发配军役戍边 |
| 遇到征调后逃跑、潜藏                             | 初犯杖七十 再犯杖一百并送宣府等边境番戍半年 三犯以后调入下级         |
| 出征、被罚班期间再次逃跑                         | 绞刑                                                                 |

### 书目

#### 书籍
- 张廷玉：《明史》
  - 中华书局：《明史》，北京，中华书局1974
- 《明实录》
  - 太宗实录
  - 世宗实录
- 黄宗羲：《明文海》
- 王廷相：《浚川奏议》
- 李东阳：《大明会典》
- 王恕：《王端毅奏议》
- 史继偕：《皇明兵制考》
- 张卤：《皇明嘉隆疏抄》
- 陈子龙：《皇明经世文编》
- 应槚、刘尧诲：《苍梧总督军门志》，台湾学生书局1978
- 中国第一历史档案馆、辽宁省档案馆：《中国明朝档案总汇》，广西师范大学出版社2001

#### 论文
- 梁森泰.明代后期班军的折班[J].江西大学学报(哲学社会科学版).1988(8).
- 范植清.明代广西卫所的设置与迁徙[J]中南民族学院学报(哲学社会科学版).1993(2).
- 彭勇.明代广西班军制度研究-兼论班军的非军事移民性质[J].中国边疆史地研究.2004,14(3).

### 脚注
1. ↑  见彭勇：《明代广西班军制度研究》，载《中国边疆史地研究》2004年9月
2. ↑  《明史》志第六十六·兵二：“班军者卫所之军番上京师总为三大营者也”
3. ↑  《明史》志第六十六·兵二：“[...]简所部卒赴北京以俟临阅京操自此始”
4. ↑  《明实录》太宗实录·卷一百七十：“辛亥，敕周王橚王楧王晋王秦王，各于护卫选步骑兵五千，命官管领以明年正月赴真定操练；敕陕西甘肃宁夏大同辽东诸守将、及河南山东山西陕西都司中都留守司、徐宿沂邳淮安扬州武平归德睢阳潼关诸卫；曰：‘安天下者不可一日忘武备，故军士必练习器械必锋利，队伍必严肃。太祖高皇帝时，常川操练赴京比试，阅其能否。朕即位以来，屡敕天下，整肃军伍，及有徵调精壮者甚少，敕至即选所属步骑兵遣能干指挥千百户，统颁以明年春狭西甘肃官军驻真定，馀悉驻德州操练，俟赴北京阅试’”
5. ↑  《皇明兵制考》卷上：“文皇帝之十三年，诏诸边守将及河南山东山西陕西中都及江南北诸卫官选所部兵领赴北京以俟临阅，盖京操始此，然而未著为例也”
6. ↑  《明史》志第六十七·兵三：“初太祖沿边设卫惟土著兵及有罪谪戍者遇有警调他卫军往戍谓之客兵永乐间始命内地军番戍谓之边班”
7. ↑  《皇明嘉隆疏抄》卷二十一·钦差巡抚延绥等处地方赞理军务都察院右佥都御史臣郜光先谨题为条议榆镇兵马事宜以裨节省事
8. ↑  《皇明经世文编》卷四二七·阁试议处京操班军疏：“臣窃惟天下之大势在王畿之重轻王畿之大防在武备之强弱方今治安既久武备渐弛勿论天下即京营之弊已甚而其所尤甚者则京操之班军是巳臣伏考之令申自我成祖文皇帝建都幽燕密迩胡虏在京设五府七十二卫隶胜兵三十馀万以寓居重驭轻之意又岁起大宁中都徐豫青齐之军更番赴京操演此其睿算深远难言之矣一则可以壮王畿而负常尊之势一则可以威四方而消不轨之谋此是实利害处一则可以备调遣而潜抑京军之骄惰诚得内外相资相制之术而贻久安长治之规也行之几二百年沿习故常弊孔百出赴班者曾无实伍操演者徒具虚声或困于宦竖之侵渔或苦于工役之伤瘁以致虚糜粮饷实效罔收曩者经正统乙巳嘉靖庚戌之两大变至调边兵入卫而京操之军曾不得匹马半镞之用亦恶用此辈为也臣愚不知兵计窃据今日之弊而思振饬之力其大要有四一曰重领操之官夫班军起操有把摠以帅之有都司以统之非无官也然以纨裤之庸材而负贪残之枭性克粮索贿鞭笞横加甚且有纳其班值不令起行抵京点操随时雇替者矣此所谓债帅也谓宜慎择廉明之武弁畀之统领都司不索贿于把摠把摠不索贿于班军则克剥之风清代替之患免而良将之幕皆精兵矣二曰拣应操之卒夫卫所军丁老幼者半壮徤者半老弱者坐屯而食犹有虚糜今遇班操之期一槩拨发肩不能任戈戟手不堪执弓矢而关给月粮多于坐食此所谓冗卒也谓宜慎简蹻捷之卫士上之京操年二十以下六十以上者悉汰除之责补其家之丁壮勿得狥嘱纳贿以冐粮备数则投石超距之士毕集于团练而队伍不为冗溷矣前二策清其弊是策则恤其情而后策则明其教亦各有次第三曰恤班军之苦夫外卫军丁家多贫窘每当操备领月粮于官庾而贴班钱于私户今之行粮毋论官减其数有巳下班而犹未得支者私户之钱亦掯勒弗以时给枵腹就道无怪乎老弱之滥充。而壮徤者之幸脱也谓宜优恤其奔走之劳道路之费凡月粮私钱官为趁期追给又不以无故之搒掠残其肌肤则不待椎飨之惠而少壮者争就班操士气且自奋矣四曰务京操之实夫兵而不操与无兵同操而不实与不操同今抽外卫之军分班操演将精练技艺以备徵调固根本非为工役设也一人京门辄充杂役始犹云借用今则以为当然而贪婪监之宦竖且多索其名数而重折其工值矣剥肤之苦最沮丧士气谓宜将起班之军与京营甲士严加操练使耳必闲钲鼓之音目必熟旌旗之色勿以工作劳其体勿以折价匮其财下班回卫者亦责令卫所掌印官刻日训练不致惰冗则人人皆能罴之士而收操兵之实效矣此四者议皆成祖立法之初意而今日之因循玩愒极弊而不可不返者也皇上倘能俯纳臣言大加振饬则武备修而神京巩固封守慎而边圉肃清所以复我成祖犁庭之盛而潜弭京营骄惰之风者即此在矣臣愚不任惓惓惟圣明财择”
9. ↑  《明实录》宣宗实录·卷二十六：“太师英国公张辅等言在京操备官军俱自外卫调至每岁三月悉令还取资装限以七月至京今又当如例放遣然京师缺人备用臣等计议请以见在官军选其精壮分为两番更代以往其有软弱就易强壮者来有故者摘补务在兵精马肥衣甲鲜整器械锋利从之”
10. ↑  《明实录》世宗实录·卷八十三：“太子少保刑部尚书李承条陈足兵足食八事足兵有四[...]二曰止操调以实内地言永乐初调发各省附近官军轮班上操其后踵为故事本地无军可守前项班军在京止备做工之役在边止给将领之私于国有行粮草粮之费于私有赍送科克之苦而又未尝得其实用以臣计之省行粮以雇游食何忧工役之乏以行粮而募工人何虑边军之寡此班军之调遣所宜革也三曰足衣粮以恤边军言戍边之卒烽火斥堠终岁不休锋镝死亡朝夕不保比之京辅之军劳逸百倍又各边抚臣抚处失宜将领剥削日甚宜令户部查议粮饷按月支给不许将领克减令沾实惠边徼安则天下安矣[...]上曰览卿奏具见忠爱事关朕躬者朕自处馀下所司看议以闻”
11. ↑  《明实录》英宗实录·卷一百八十一：“时京师戒严羸马疲卒不满十万”
12. ↑  《皇明大政记》卷十三：“陕西边卫官军备操京师者俱还原卫”
13. ↑  见范植清：《明代广西卫所的设置与迁徙》，载《中南民族学院学报(哲学社会科学版)》1993年第2期
14. ↑  《南宁府志》卷二十一：“成祖永乐初调湖广贵州军征广西蛮遂留戍其地后责州军以征麓川撤回独留楚军万人分戍桂林等州邑有万户及禆将统之阅岁践更然水土不服多至病死间有逃亡不赴者法不能尽绳也二十一年广西备御用湖广官军五千人复添五千分班轮戍”
15. ↑  《苍梧总督军门志》卷一·开府：“两广事不协一故盗日益炽宜设大臣提督兼巡抚而梧州界在两省之中宜开府焉自是而两广兵权悉归于三府矣”
16. ↑  《明实录》太祖实录·卷一百九十三：“是月御制谕武臣敕一曰守边之将抚军以恩二曰边境城隍务宜高深三曰修筑城池葺理以渐四曰操练军士习于闲暇五曰军士顿舍勤于点视六曰体念军士毋得加害七曰事机之会同僚尽心八曰沿海卫所严于保障凡八条颁之将士永为遵守”
17. ↑  《明实录》英宗实录·卷二百三十九：“庶民有正业之趋国无冗食之费一禁私役以振军旅祖宗定制一军不许私役一卒不许放闲律有常宪皇上中兴以来虑各官私役数多故自总兵以下给以从兵几人各有定数然亦未尝使之故闲而不行操练也今各营总兵等官将给与从兵放使办纳月钱却令在营操练者朝多随从又有占用卖放至七八十人者甚至二三百人者比闻差官点闸率皆顾倩顶替不惟军士被其剥削抑且朝廷虚费粮饷夫朝廷养育军士所以防外患将帅训练军士所以精武艺今既私役不赴操练则军士怠惰武艺不精卒有警急率之使战岂能得其用哉乞敕总兵以下等官如有私役军士者悉皆退出原给随使者亦以时操练则军士无剥削之害而有勇敢之气矣”
18. ↑  《皇明经世文编》卷一百四十八·修举团营事宜疏：“臣等会看得即今团营内外官军虽有十二万之数而京卫拨去捕盗巳该五千六百员名外卫拨去做工及拽木等项常不下二万有零虽云暂时借用而营伍终年空缺其见操者中间老弱疲羸不能执兵习禾丸者甚众较阅之馀巳不堪观脱有紧急边情调遣又安望其投石超距奋勇以冲虏哉及今若不早为设法精选终是虚应故事徒靡粮饷于兵无益臣等以为营伍不能充实军士不得精练其大要者有三军无定用一也替役之难二也隐避之奸三也”
《浚川奏议》卷九，与上同
19. ↑  《明史》列传第六十九·李东阳：“臣访之道路皆言冗食太众国用无经差役频烦科派重叠京城土木繁兴供役军士财力交殚每遇班操宁死不赴”
20. ↑  《明实录》孝宗实录·卷二百二十二：“内阁大学士李东阳还自阙里上疏言臣备员内阁饕任腹心左右辅导乃其常职比者钦承使命远涉川陆有所闻见不敢缄默[...]臣尝访之道路询之官吏皆言粮草税课岁有常额而冗食太众国用无经差役频繁科派重叠木植颜料凡百之物岁无虚月内府钱粮交纳使用更无纪极京城修造前后相仍做工军士累力陪钱每遇班操宁死不赴[...]臣所陈弊政皆臣之责除别疏自劾外谨具此以闻上曰卿所言深切时弊足见忧国至意事当行者所司查议明白开具闻奏”
21. ↑  《皇明经世文编》卷四百六十一·京营兵制考：“今京营将士教战之法岁不过数月月不过数日其下操也目不识进退之节手不习击刺之方相与趋走纳喊若角抵拔河翘木扛铁之戏巳耳甚者挟无弦之弓插无羽之矢悬无鞘之刀质明而入未午而出以为故事若此耳又甚者于下操之日责追赎锾漫无统纪又甚者豪门占役市井窜名冐支经费按牍而求其人皆不可考行伍安得而不消营阵安得而不废乎此病在操练之寡实也文皇帝集班操之兵为居重驭轻之大虑非以人众饰观为也嘉隆间率供土木之役奋锤是劳未尝操戈执锐以从事于戎行弊且寸挺不持空身备伍迄于今日因仍巳甚领班之将复多贪渔富者贿免贫者气夺彼其数千里裹粮赴命流汗浃踵而不得休乃使之营不急之务应无艺之工重为其帅所苦虽使孟贲乌获复任徵发亦安能昂首伸眉此病在班操之失制也”
《明文海》卷九十六·京营考论，与上同
22. ↑  《皇明留台奏议》卷一·条议国家事务乞及时经理疏
23. ↑  《中国明朝档案总汇》第329号档·为分别奖赏并惩罚山东、河南、凤阳班军领操指挥官员事
24. ↑  《大明会典》卷一百三十二：“成化四年令沿边备操官军一年一班每班以十月初到明年十月满复留与次班守冬至后年正月放还以后班次皆然”
25. ↑  《明实录》宣宗实录·卷三：“己卯阳武候薛禄言大同操备官军二万人月支米五斗宣府一万人月支米三斗多寡不同宜均给四斗仍定为例从之”
26. ↑  《明实录》宣宗实录·卷四十五：“行在户部尚书夏原吉言北京文武官吏军夫工匠粮饷所费不赀比来旱涝赋税多欠平江伯陈瑄岁运粮仅足支给仓无厚储非经久计臣谨条陈撙节预备之策一中盐米旧则太重商贾少有至者今更定淮浙盐每引纳米二斗五升河间三斗河东四川福建一斗五升不拘次支庶几中纳者可众一法司问完山东河南及北京八府杂犯绞斩以下罪囚俱令纳米京仓赎罪一各卫所优给官旧于北京支粮宜悉处于南京就粮愿于原籍支给者亦从其便一随驾上直及架鹰等项马凡八千馀匹月支料豆万一千三百馀石宜减半给之一京官鞑官俸粮旧皆均支米钞除忠勇王如旧外其馀不拘品级月各与粮二石馀令于南京仓附支钞支如旧一各卫调至操备官军已有本等俸粮今又月支行粮四斗不无重复乞令狭西山西等都司各卫道远者俱回原卫所操练听调山东河南及附近者选留精壮在京训练人月支粮三斗一军匠民匠人夫在役者凡二十五万九千馀人及管工官吏人月支粮五斗赏钞五锭又月支食盐今营造未兴工程不急赏钞止给军匠其管工官吏俱罢给民匠民夫月支粮四斗盐钞如旧仍令工部审量多馀者悉皆放还一军民匠及夫有逃故者所管之人多冒支粮赏请令工部查考有冒支者具奏追理一诸司办事官办事吏月支米三斗宜罢支米暂令支钞一各处总兵镇守官随行官军人等本卫已支俸粮在外又日支廪米五升以一月计之通一石五斗宜每月支与米四斗五升庶不重费钱粮 上览奏曰卿所言天概当朕意可令更与公侯伯六部都察院官会议既而皆言户部所奏为当 上从之”
27. ↑  《大明会典》卷三十九：“宣德三年奏准各处镇守总兵等官带去官军皆按月支行粮四斗五升边卫军士随总兵官出境征进追剿达贼者准验日支行粮其馀不时差遣沿边探听声息及境外巡逻了哨者不支”
28. ↑  《大明会典》卷一百三十二：“弘治十三年令各边备御官军失班不到者拏获问罪免其纳钞的决解送各边镇巡官查审军一班不到者在原备边处罚班五个月军两班官一班不到者改拨沿边城堡罚班八个月军三班官两班以上不到者极边城堡罚班一年其补班月日各另扣算若来迟不曾失班者止补来迟月日”
29. ↑  《大明会典》卷一百六十六：“凡赴京操军一班不到者罚班三个月军两班官一班不到者罚班六个月军三班官两班以上不到者罚班一年俱先送法司问罪完日发本营罚班其该班不到月日各另扣捕若有能自首者免其问罪送营照前罚补前项失班并承批管解扶同捏故各军营俱不必参提径自送问”
30. ↑  《大明会典》卷一百六十六：“轮操军人军丁沿途劫夺人财杀伤人命占夺车船作践田禾等项许被害之人赴所在官司具告拏解兵部转送法司究问除真犯死罪外徒罪以上俱调发边卫充军其管操指挥千百户等官往回不许与军相离”
31. ↑  《大明会典》卷一百六十六：“凡各处守御官不守纪律不操练军士及城池不完衣甲器仗不整者初犯杖八十附过还职再犯杖一百指挥使降充同知同知降充佥事佥事降充千户千户降充百户百户降充总旗总旗降充小旗小旗降充军役并发边远守御”
32. ↑  《大明会典》卷一百六十六：“军官军人遇有征调点选已定至期起程不问已未关给赏赐若有避难在逃者依律问断其征期已过送兵部编发宣府独石等处沿边墩台哨了半年满日放回原卫还职著役[...]宪宗皇帝钦定初犯打七十再犯打一百送操事例发落官旗无力纳钞者就在原问衙门单衣决打若逃回原籍原卫者以越关论其在逃三次者不分革前革后各免决打纳钞京卫调外卫外卫调边卫俱带俸食粮差操”
33. ↑  《大明会典》卷一百六十六：“若仍发出征及哨了在逃者依从征私逃再犯者律处绞轮操官军逃在京城内外潜住者俱照奉”